# Operação Freedom Deal
Operação Freedom Deal foi uma campanha de interdição e apoio aéreo aproximado da Seventh Air Force dos Estados Unidos travada no Camboja, um país neutro, entre 19 de maio de 1970 e 15 de agosto de 1973, como uma expansão da Guerra do Vietnã, bem como da Guerra Civil Cambojana. Lançada por Richard Nixon como um seguimento da invasão terrestre anterior durante a Campanha Cambojana, os alvos iniciais da operação foram as áreas de base e refúgios fronteiriços do Exército Popular do Vietnã e do Viet Cong. Com o passar do tempo, a maior parte dos bombardeios foi realizada para apoiar o governo cambojano de Lon Nol em sua luta contra o Khmer Vermelho comunista. A área em que ocorreu o bombardeio foi expandida para incluir a maior parte da metade oriental do Camboja. O bombardeio foi extremamente controverso e levou o Congresso dos Estados Unidos a aprovar a Resolução dos Poderes de Guerra. 
A Operação Freedom Deal seguiu e expandiu o bombardeio do Camboja conduzido sob a Operação Menu em 1969 e 1970. A maior parte do bombardeamento foi realizada por bombardeiros B-52 da Força Aérea dos Estados Unidos (USAF). Embora a eficácia do bombardeio e o número de cambojanos mortos pelos bombardeamentos estadunidenses estão em disputa, as mortes de civis foram estimadas em dezenas de milhares. 